# Кристи, Джейсон
Джейсон Кристи (англ. Jason Christie; род. 22 декабря 1990 в Ашбертоне, Новая Зеландия) — новозеландский профессиональный шоссейный велогонщик. Двукратный чемпион Новой Зеландии в групповой гонке (2016, 2018).

## Биография
В январе 2016 года стал первым лидером нового рейтинга UCI World Ranking в индивидуальном зачёте после того как выиграл групповую и занял 4-е место в индивидуальной гонках на чемпионате Новой Зеландии, который проводится в начале года.

## Достижения

### Шоссе
2011
 Чемпионат Новой Зеландии — индивидуальная гонка U23
2012
2-й Чемпионат Новой Зеландии — индивидуальная гонка
2013
2-й этап Классика Новой Зеландии
1-й этап Тур Иджена
2014
4-й Чемпионат Новой Зеландии — групповая гонка
3-й Чемпионат Новой Зеландии — индивидуальная гонка
2015
Тур Окинавы
Классика Новой Зеландии
2-й в генеральной классификации
1-й этап
3-й Чемпионат Новой Зеландии — групповая гонка
4-й Чемпионат Новой Зеландии — индивидуальная гонка
2016
 Чемпионат Новой Зеландии — групповая гонка
7-й Чемпионат Новой Зеландии — индивидуальная гонка
3-й этап Тур Иджена
1-й этап Тур Флореса
2017
2-й Чемпионат Новой Зеландии — групповая гонка
2-й Чемпионат Новой Зеландии — индивидуальная гонка
2018
 Чемпионат Новой Зеландии — групповая гонка
3-й Чемпионат Новой Зеландии — индивидуальная гонка

### Рейтинги
| Год                 | 2011  | 2012 | 2013 | 2014  | 2015  | 2016  | 2017  | 2018  | 2019  | 2020   |
| ------------------- | ----- | ---- | ---- | ----- | ----- | ----- | ----- | ----- | ----- | ------ |
| Мировой рейтинг UCI |       |      |      |       |       | 556-й | 615-й | 625-й | 317-й | 1183-й |
| Европейский тур UCI | 882-й | -    | -    | -     | 964-й | -     | -     | -     |       |        |
| Азиатский тур UCI   | -     | -    | -    | 169-й | 79-й  | 289-й | 563-й | -     |       |        |
| Океанский тур UCI   | 36-й  | 19-й | 13-й | 20-й  | 5-й   | 11-й  | 7-й   | 7-й   | 14-й  | 62-й   |
|                     |       |      |      |       |       |       |       |       |       |        |
| Источник: UCI       |       |      |      |       |       |       |       |       |       |        |

### Трек
2008
 Чемпионат Океании — скрэтч
2009
 Чемпионат Океании - командная гонка преследования